# Ljaskovo (distrikt i Smoljan)
Ljaskovo (bulgariska: Лясково) är ett distrikt i Bulgarien.   Det ligger i kommunen Obsjtina Devin i regionen Smoljan, i den sydvästra delen av landet, 140 km sydost om huvudstaden Sofia.
I omgivningarna runt Ljaskovo växer i huvudsak blandskog. Runt Ljaskovo är det ganska glesbefolkat, med 28 invånare per kvadratkilometer.